# Fried István
Fried István (Budapest, 1934. augusztus 1. –) magyar irodalomtörténész, egyetemi tanár. Az irodalomtudományok kandidátusa (1976), az irodalomtudományok doktora (1987).

## Életpályája
1955-ben végzett az ELTE BTK-n. 1955-1973 között tanított. 1973-1984 között az Országos Széchényi Könyvtár munkatársa volt. 1981-1982 között a József Attila Tudományegyetem összehasonlító irodalomtörténeti tanszékén adjunktus, 1982-1988 között docens, 1985-2004 között tanszékvezető, 1988-2004 között pedig egyetemi tanár volt, majd—ugyanott, csak új név alatt --  Szegedi Tudományegyetem bölcsészkarának Összehasonlító Irodalmi Tanszékének emeritus professzora lett.
A Magyar Tudományos Akadémia Irodalomtudományi Bizottságának társelnöke. A Modern Filológiai Bizottság tagja. A Doktori Tanács irodalomtudományi szakbizottságának tagja. A Magyar-Osztrák Irodalomtudományi Vegyesbizottság tagja.

## Művei
- Kelet- és Közép-Európa között (1986)
- A komparatisztika kézikönyve (szerkesztő, 1987)
- Monarchia-karnevál az irodalomban (szerkesztő, 1989)
- Tíz híres regény (1989)
- Utak és tévutak Kelet-Közép-Európa irodalmaiban (1989)
- A Monarchia a századfordulón (szerkesztő, 1991)
- Magyarok Bécsben - Bécsről (szerkesztő, 1993)
- Márai Sándor titkai nyomában (1993)
- Ostmitteleuropäische Studien: ungarisch-slawisch-österreichische literarische Beziehungen (1994)
- A "Szükséges Népszövetség" a művelődés történetében. Irodalmi-kulturális érintkezések a Monarchiában (szerkesztette Kelemen Zoltánnal, 1996)
- Az érzékeny neoklasszicista. Vizsgálódások Kazinczy Ferenc körül (1996)
- Utak a komparatisztikában (szerkesztő, 1997)
- Szövegek között II. Irodalomelméleti és történeti tanulmányok Szegedről (szerkesztette, 1997)
- Töprengések Kundera "szépséges szép üveggolyójá"-ról (Kapcsolatok, hasonlóságok, jelenségek az irodalom Monarchiájában) (szerkesztette, 1997)
- East-Central European Studies (1997)
- "...egyszer mindenkinek el kell menni Canudosba". Tanulmányok az ismeretlen Márai Sándorról (1998)
- Irodalomtörténések Kelet-Közép-Európában (1999)
- Árnyak közt mulandó árny. Tanulmányok Baka István lírájáról (1999)
- Petőfi-versek elemzése (Szappanos Balázs Gáborral, 2001)
- A (poszt)modern Petőfi (2001)
- Irodalomtörténések Transsylvániában (2002)
- "Ne az író történjen meg, hanem a műve". A politikus és az író Márai Sándor (2002)
- Írók, művek, irányok. Kalandozások a világ irodalmában (2002)
- A közép-európai szöveguniverzum (2002)
- Öreg Jókai, nem vén Jókai (2003)
- Szomjas Gusztáv hagyatéka (2006)
- Siker és félreértés között. Márai Sándor korszakok határán (2007)
- Író esőköpenyben. Márai életének, pályájának emlékezete (2007)
- Egy irodalmi régió ábrándja és kutatása (2010)
- Bolyongás a (kelet-)közép-európai irodalmi labirintusban. Egy soknyelvű, sokműveltségű régió "természet"-rajza; Lucidus, Bp., 2014 (Kisebbségkutatás könyvek)
- Kazinczy Ferenc és a vitatott hagyomány; Sátoraljaújhely Város Önkormányzata–Kazinczy Ferenc Társaság, Sátoraljaújhely, 2012
- Jókai Mórról másképpen; Lucidus, Bp., 2015 (Kisebbségkutatás könyvek)
- Túl jól fest holtan. A soknevű (madár)felügyelő Nat Roid-regényeket ír; Tiszatáj Alapítvány, Szeged, 2017 (Tiszatáj könyvek)
- Márai Sándor. A huszadik század koronatanúja; jav., átdolg., bőv. kiad.; Szépmíves, Bp., 2018
- Az európai romantika szlovén poétája. France Prešeren pályaképe - magyar irodalmi aspektusból; Lucidus, Bp., 2018 (Kisebbségkutatás könyvek)
- "Szokott ösvényen járj szokatlanúl". Kazinczy Ferenc műfajai és műfajközisége; Kazinczy Ferenc Társaság–A Magyar Nyelv Múzeumáért Alapítvány, Sátoraljaújhely-Széphalom, 2019 (Széphalmi Minerva könyvek)
- "...örömem poklokkal határos". Vörösmarty Mihály költői indulásának néhány kérdése; Balatonfüred Városért Közalapítvány, Balatonfüred, 2019 (Tempevölgy könyvek)
- "Addig repűlni, hol csak fény lakik". Egy Kazinczy-pályakép vázlata; Az Iskoláért és az Anyanyelvért Alapítvány, Győr, 2020
- A világirodalom kalandos útjain. Nyomolvasás, irodalmi térképrajzolás; Ráció, Bp., 2021

## Díjai
- Herder-díj (1999)
- Az Erdélyi Magyar Írók Ligájának díja (2002)
- Toldy Ferenc-díj (2006)
- Eötvös József-koszorú (2010)
- Alföld-díj (2012)
- A Magyar Érdemrend tisztikeresztje (2019)
- Tarnai Andor-díj (2022)[4][5]
- Bárka-díj (2023)[6]